# Entropía (álbum de Humbe)
Entropía (estilizado en mayúsculas) es el segundo álbum de estudio del cantautor mexicano Humbe. Fue lanzado el 12 de marzo de 2021 bajo Sony Music Entertainment México, después de firmar con esta a inicios de ese mismo año. Este contiene géneros musicales como el pop latino y el R&B e influencias del synth. El álbum y sus canciones contaron con un buen recibimiento comercial en México, fue promocionado con los sencillos "El Poeta" y "Te Conocí en Japón" además de una gira llamada "El Poeta Tour" que visitó diversos estados de la república mexicana. 

## Antecedentes y lanzamiento
La producción cuenta con 11 temas propios, producidos e interpretados por él mismo; un álbum en el que involucró a sus seguidores de redes a través de invitaciones para componer, adelantos de las pistas y actividades. Este álbum destaca también por involucrarse más a fondo en la producción, compartió en conferencia de prensa a medios de Guadalajara:
”Siempre tuve miedo de empezar a hacer esto porque sentí que necesitaba mucha experiencia para producir, pero poco sabía que ya la tenía. Los productores expertos con los que he estado trabajando en producciones pasadas eso fue lo que me hizo poder crecer y atreverme a empezar un álbum yo solo. Es mucho trabajo, me costó aprender a producir, pero no me arrepiento de nada, me quita cualquier límite creativo que tenía” 
El caos en Entropía viene desde el momento “en que el álbum no empezó con la misma esencia y a mitad del camino fue cuando empecé a tener mi dosis de entropía y empecé a dudar mucho”, agregó. “Soy creyente de que tiene que ser (cada disco) algo mío solamente y entonces compartirlo, pero la música es una herramienta que surge del estado de ánimo y poder dar fe de la entropía que tenía, fue empezar de cero, casi borre el álbum. Y a partir de ahí le puse el nombre porque empezó a crecer pero empecé a notar cada detalle al pensarlo más críticamente, a juzgarme con una lupa. Pase por el caos para poder crearlo y para poder nombrarlo así”.
El álbum en su edición física salió en preventa 5 de julio de 2021 y a la venta el 9 de julio, se lanzó en exclusiva con Mixup y también en las tiendas Galerías Valle Oriente de Guadalajara, Ciudad de México y Monterrey.

## Rendimiento comercial
Entropía debutó en el número 1 en Apple Music, y número 2 a nivel mundial en Spotify , colocó todos sus temas en el Top 200 de Spotify (donde entró al Top 5 mundial de álbumes de ese fin de semana) y ahora cuenta con una genial edición física transparente. Para acompañarla y celebrar los logros con sus fans Humbe firmó varias litografías para la preventa que se agotó en la Ciudad de México el mismo día que salió la preventa. En su primer mes de lanzamiento logró acumular más de 23 millones de reproducciones.
El primer sencillo del álbum 'EL POETA' certificó disco de oro en México el 1 de septiembre de 2021.

## Posicionamiento en listas
| Listas (2020)              | Mejor posición |
| -------------------------- | -------------- |
| Colombia (Top 100 Álbumes) | 10             |
| Chile (Top 100 Álbumes)    | 10             |
| México (Top 100 Álbumes)   | 1              |
| Perú (Top 100 Álbumes)     | 1              |

## Promoción
Se lanzó 'EL POETA' como primer sencillo del álbum con un video musical, durante el mes siguiente a su lanzamiento lanzó sesiones en vivo del álbum llamadas 'ENTROPÍA Sessions'. En julio de 2021 presentó la canción en la alfombra roja de los premios MTV Millennial Awards de 2021.

## Lista de canciones
Esta es la lista de Apple Music:
| ENTROPÍA |                       |                    |          |  |
| N.º      | Título                | Escritor(es)       | Duración |  |
| 1.       | «EL POETA»            | Humberto Rodríguez | 3:19     |  |
| 2.       | «Himno»               | Humberto Rodríguez | 3:27     |  |
| 3.       | «roma»                | Humberto Rodríguez | 2:55     |  |
| 4.       | «Kryptonita»          | Humberto Rodríguez | 3:02     |  |
| 5.       | «tú me hiciste volar» | Humberto Rodríguez | 3:06     |  |
| 6.       | «veinte»              | Humberto Rodríguez | 4:00     |  |
| 7.       | «ENTROPÍA»            | Humberto Rodríguez | 3:21     |  |
| 8.       | «Dieznoches»          | Humberto Rodríguez | 3:24     |  |
| 9.       | «Te Conocí en Japón»  | Humberto Rodríguez | 3:08     |  |
| 10.      | «2021»                | Humberto Rodríguez | 2:48     |  |
| 11.      | «no es x ti»          | Humberto Rodríguez | 3:13     |  |
| 35:41    |                       |                    |          |  |

## Premios y reconocimientos
| Premiación      | Año  | Categoría                  | Trabajo | Resultado | Refs.  |
| --------------- | ---- | -------------------------- | ------- | --------- | ------ |
| Eliot Awards    | 2021 | Social Sound               | Humbe   | Ganador   | [ 12 ] |
| KCA México      | 2021 | Nuevo Artista              | Humbe   | Ganador   | [ 13 ] |
| Grammys Latinos | 2021 | Mejor Artista Nuevo        | Humbe   | Nominado  | [ 14 ] |
| MTV EMAs        | 2021 | Mejor Artista Latino Norte | Humbe   | Nominado  | [ 15 ] |
| MTV MIAW        | 2021 | Artista Emergente          | Humbe   | Ganador   | [ 16 ] |

## Certificaciones
| Sencillo | Región            | Certificación | Unidades | Ref.   |
| -------- | ----------------- | ------------- | -------- | ------ |
| El Poeta | México (AMPROFON) | Oro           | 70,000   | [ 17 ] |

## Historial de lanzamiento
| Región | Fecha               | Formato                     | Discográfica                    | Ref.   |
| ------ | ------------------- | --------------------------- | ------------------------------- | ------ |
| Varios | 12 de marzo de 2021 | Descarga digital, streaming | Sony Music Entertainment México | [ 1 ]  |
| México | 9 de julio de 2021  | CD                          | Sony Music Entertainment México | [ 18 ] |